# Neurolestes
Neurolestes is een geslacht van waterjuffers (Zygoptera) uit de familie van de Argiolestidae.

## Soorten
Neurolestes omvat twee soorten:
- Neurolestes nigeriensis (Gambles, 1970)
- Neurolestes trinervis Selys, 1885